# Charles Fox (Pianist)
Charles W. Fox (* um 1920; † 2001 oder Anfang 2002) war ein US-amerikanischer Jazzpianist der Bebop-Ära.

## Leben und Wirken
Fox arbeitete ab Mitte der 1940er-Jahre in der amerikanischen Jazzszene; erste Aufnahmen entstanden 1946 in St. Louis mit dem Stuff Smith Quartett („Won’t You Take a Lesson in Love?“, mit Bill Jennings und Wendell Marshall). In den folgenden Jahren spielte er in Kalifornien u. a. mit Dexter Gordon („Lullaby in Rhythm“, 1947) und mit Sonny Criss, in den 1950er-Jahren bei Jimmy Forrest („Big Dip“). Mit dem  Jimmy Forrest Quartet/Quintet trat er auch mit Miles Davis bei dessen Gastspiel 1952 in dessen Heimatstadt auf (Our Delight). 1953 entstanden in Chicago Aufnahmen mit dem Saxophonisten Chris Woods (Somebody Done Stole My Blues, Delmark). Im Bereich des Jazz war er zwischen 1946 und 1994 an acht Aufnahmesessions beteiligt, zuletzt mit Clark Terry/Al Grey (Shades of Blues).